# Zeta1 Lyrae
 Zeta1 Lyrae (ζ1 Lyrae, förkortat Zeta1 Lyr, ζ1 Lyr) som är stjärnans Bayerbeteckning, är en dubbelstjärna belägen i den mellersta delen av stjärnbilden Lyran. Den har en skenbar magnitud på 4,37 och är synlig för blotta ögat. Baserat på parallaxmätning inom Hipparcosuppdraget på ca 20,9 mas, beräknas den befinna sig på ett avstånd av ca 156 ljusår (48 parsek) från solen.

## Egenskaper
Primärstjärnan Zeta1 Lyrae A är en blå Am-stjärna av spektralklass kA5hF0mF2. Den komplexa notationen anger att spektraltypen, bestämd enbart från spektrumets Calcium K-linjer skulle vara A5, spektraltypen bestämd från andra metalliska linjer skulle vara F2 och typen bestämd från vätelinjer skulle vara F0. Den har en massa som är 2,4 gånger större än solens och en radie som är 2,5 gånger större än solens radie. Den utsänder från dess fotosfär 31 gånger mer energi än solen vid en effektiv temperatur på ca 7 900 K. Positionen för stjärnan är förknippad med en röntgenkälla med en ljusstyrka på 571,6 × 1020 W.
 Zeta1 Lyrae är en ensidig spektroskopisk dubbelstjärna med en omloppsperiod på 4,3 dygn och ett nästan cirkulärt omlopp med en excentricitet på 0,01. Den verkar vara något variabel, med en frekvens på 0,65256 cykler per dygn och en amplitud på 0,0032 i magnitud.